# Erik Severin (ortoped)
Erik Alfred Severin, född 18 december 1908 i Karlstad, död 25 februari 1960, var en svensk ortoped.
Erik Severin var son till förste stadsläkaren Karl Hugo Severin. Efter studentexamen i Karlstad 1926 blev han medicine kandidat vid Uppsala universitet 1929 samt 1936 medicine licentiat och efter disputation 1941 medicine doktor vid Karolinska Institutet 1942. Han tjänstgjorde bland annat som amanuens vid Vanföreanstalten vid Stockholms ortopediska klinik 1937–1939, som förste underläkare där 1939–1944 samt som underläkare vid avdelningen för kirurgisk tuberkulos och ortopedi vid Sankt Görans sjukhus 1944–1945. År 1944 blev han docent i ortopedi vid Karolinska Institutet. Efter att 1945–1946 ha varit biträdande överläkare vid Vanföreanstalten i Stockholm innehade Severin 1946–1949 samma befattning vid Vanföreanstalten i Göteborg. Från 1949 var han överläkare där. Från 1943 var Severin marinläkare av första graden i reserven. Han företog studieresor till Tyskland 1944 och till USA 1945 och 1946. Nya studieresor gjordes till USA 1952 och Storbritannien 1955. Förutom doktorsavhandlingen som behandlade kongenital höftledsluxation, publicerade Severin ett tjugotal skrifter, främst med ortopediskt innehåll.